# Nõmme (Ridala)
Nõmme – wieś w Estonii, w prowincji Lääne, w gminie Ridala.